# Robert (nagroda filmowa)
Robert – najważniejsza duńska nagroda filmowa i telewizyjna, przyznawana przez członków Duńskiej Akademii Filmowej, wzorowana na amerykańskich Oscarach. Wręczenie nagród stanowi zwieńczenie festiwalu filmowego (Robert festen), odbywającego się w Kopenhadze na początku lutego każdego roku. Nagrody przyznawane są od 1984 (wtedy przyznano nagrody za rok poprzedni – 1983). Ich nazwa pochodzi od imienia Roberta Jacobsena, duńskiego rzeźbiarza, który zaprojektował wręczane laureatom statuetki.

## Kategorie
Nagrody przyznawane są w następujących kategoriach:

### Nagrody filmowe
- Najlepszy film
- Najlepszy film dla dzieci
- Najlepszy reżyser
- Najlepszy aktor pierwszoplanowy
- Najlepsza aktorka pierwszoplanowa
- Najlepszy aktor drugoplanowy
- Najlepsza aktorka drugoplanowa
- Najlepszy scenariusz oryginalny
- Najlepsza muzyka
- Najlepsza piosenka
- Najlepsze zdjęcia
- Najlepszy montaż
- Najlepsze kostiumy
- Najlepszy dźwięk
- Najlepsze efekty specjalne
- Najlepszy film amerykański
- Najlepszy film nieamerykański
- Najlepszy pełnometrażowy film dokumentalny
- Najlepszy krótkometrażowy film dokumentalny
- Najlepszy film krótkometrażowy
- Najlepszy pełnometrażowy film animowany
- Najlepszy krótkometrażowy film animowany
- Nagroda Honorowa
- Specjalna nagroda jury

### Nagrody telewizyjne
- Najlepszy duński serial telewizyjny
- Najlepszy duński miniserial
- Najlepszy pierwszoplanowy aktor telewizyjny
- Najlepsza pierwszoplanowa aktorka telewizyjna
- Najlepszy drugoplanowy aktor telewizyjny
- Najlepsza drugoplanowa aktorka telewizyjna

## Najlepsze filmy
Dotychczas nagrodę dla najlepszego filmu otrzymały:
- 1983 - Piękna i bestia, reż. Nils Malmros
- 1984 - Element zbrodni, reż. Lars von Trier
- 1985 - Latające diabły, reż. Anders Refn
- 1986 - Płonące serca, reż. Helle Ryslinge
- 1987 - Pelle zwycięzca, reż. Bille August
- 1988 - Cień Emmy, reż. Søren Kragh-Jacobsen
- 1989 - Wspomnienia z małżeństwa, reż. Kaspar Rostrup
- 1990 - Taniec niedźwiedzi polarnych, reż. Birger Larsen
- 1991 - Europa, reż. Lars von Trier
- 1992 - Ból miłości, reż Nils Malmros
- 1993 - Dom dusz, reż. Bille August
- 1994 - Nocny strażnik, reż. Ole Bornedal
- 1995 - Wewnętrzna bestia, reż. Carsten Rudolf
- 1996 - Przełamując fale, reż. Lars von Trier
- 1997 - Let's Get Lost, reż. Jonas Elmer oraz Barbara, reż. Nils Malmros
- 1998 - Festen, reż. Thomas Vinterberg
- 1999 - Tylko ona, reż. Susanne Bier
- 2000 - Ławka, reż. Per Fly
- 2001 - Racja Kiry, reż. Ole Christian Madsen
- 2002 - Otwarte serca, reż. Susanne Bier
- 2003 - Dziedzictwo, reż. Per Fly
- 2004 - Królewska gra, reż. Nikolaj Arcel
- 2005 - Jabłka Adama, reż. Anders Thomas Jensen
- 2006 - Zwyciężymy, reż. Niels Arden Oplev
- 2007 - Sztuka płakania, reż. Peter Schønau Fog
- 2008 - Strasznie szczęśliwi, reż. Henrik Ruben Genz
- 2009 - Antychryst, reż. Lars von Trier
- 2010 - R, reż. Tobias Lindholm
- 2011 - Melancholia, reż. Lars von Trier
- 2012 - Porwanie, reż. Tobias Lindholm
- 2013 - Polowanie, reż. Thomas Vinterberg
- 2014 - Nimfomanka, reż. Lars von Trier
- 2015 - Pole minowe, reż. Martin Zandvliet
- 2016 - Nadejdzie dzień, reż. Jesper W. Nielsen
- 2017 - Zimowi bracia, reż. Hlynur Palmason
- 2018 - Winni, reż. Gustav Møller
- 2019 - Królowa kier, reż. May el-Toukhy
- 2020 - Na rauszu, reż. Thomas Vinterberg
- 2021 - Persona non grata, reż. Lisa Jespersen